# 니지마 마코토
니지마 마코토(일본어: 新島 真), 괴도 코드네임 퀸(クイーン, Queen)은 2016년 비디오 게임 《페르소나 5》의 메인 캐릭터 중 한 명으로 처음 등장한 《페르소나 시리즈》의 캐릭터이다. 영어 성우는 셰러미 리, 일본어 성우는 사토 리나이다.
마코토는 슈진 고등학교의 3학년 학생이자 학생회장이며, 검사인 니지마 사에의 여동생이다. 처음에는 마음의 괴도단의 적으로 등장했지만 괴도단에 결국 합류했고 이세계에서 활동하는 동안 괴도단의 전략가로 활약하기도 한다.
등장 이후 마코토는 팬에게 인기가 많은 캐릭터로 평가받으며 긍정적인 반응을 얻었고, 비평가는 각각 리와 사토의 성우 연기, 캐릭터의 디자인, 강한 신념을 칭찬했다.

## 개념과 창작
니지마 마코토는 페르소나 5에 처음 등장하며, 디자인은 소에지마 시게노리가 만들었다. 페르소나 5의 디렉터 하시노 카츠라는 마코토를 "사회에서 더 이상 자신이 속할 곳이 없는" 사람, "청소년 학자"로 묘사하며, 게임에서 발생한 사건이 마코토에게 소속감을 주었다고 덧붙였다. 또한 마코토의 괴도 역할이 사회적 기대를 어떻게 벗어나는지를 반영하는지 논의했다. 마코토의 페르소나인 요한나와 아나트는 여교황 요안나와 셈족의 동명 여신을 기반으로 한다. 일본어 원본 음성은 사토 리나가, 영어 현지화는 셰러미 리가 담당했다. 리는 마코토의 이야기가 주인공들에 대한 그녀의 감정에 있어 도덕적이고 윤리적인 회색 지대를 다루는 것이라고 생각한다. 또한 자신이 맡은 캐릭터를 "틀에 박히지 않은" 것으로 묘사한다.

## 출연

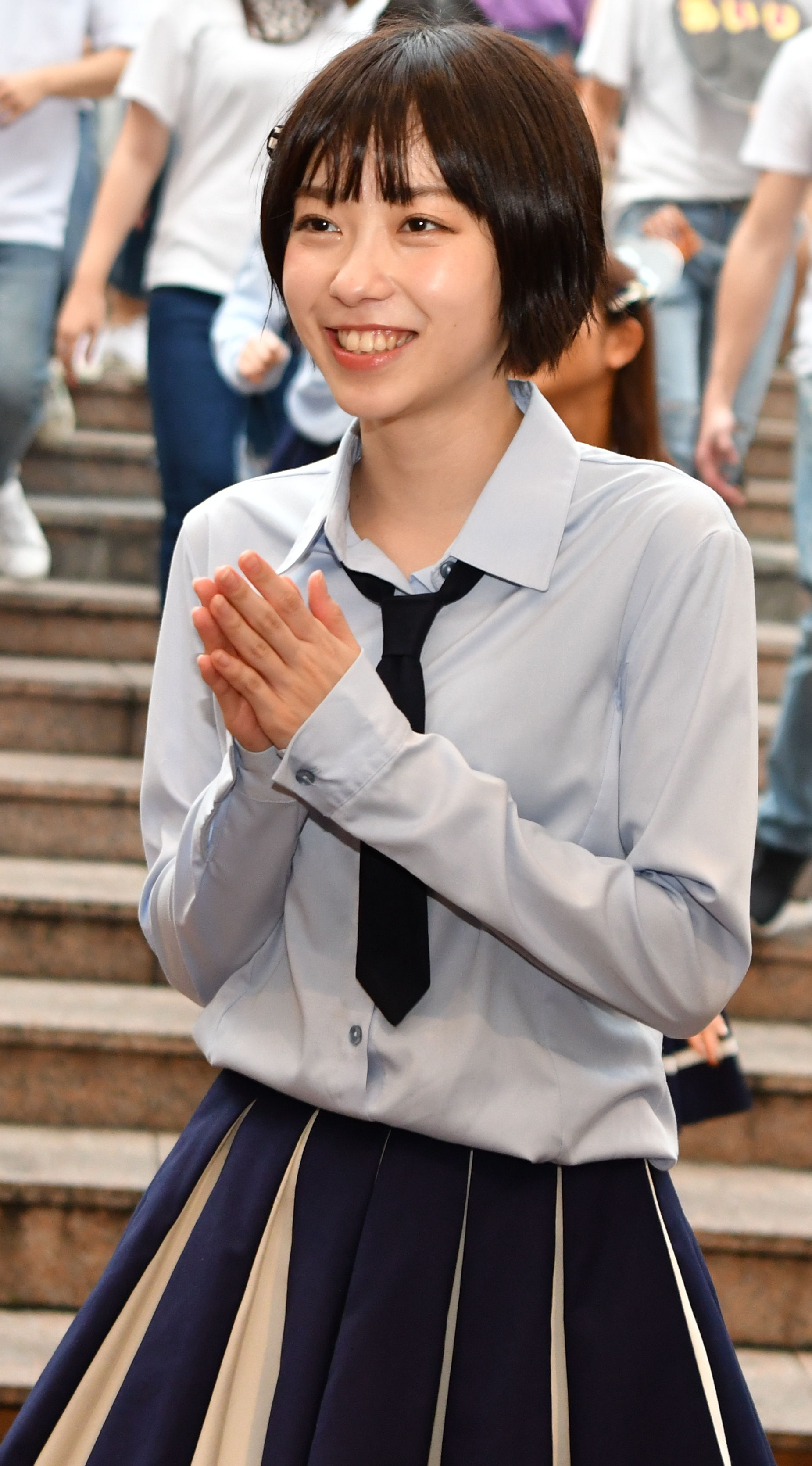
이시즈카 아카리는 세 번째와 네 번째 무대극에서 마코토를 연기했다.

마코토는 페르소나 5에 처음 등장하며, 좋은 대학 추천서를 받는 대가로 교장으로부터 괴도단의 정체를 밝히라는 임무를 받는다. 마코토는 조커, 류지, 타카마키 안, 키타가와 유스케를 포함해 수상하다고 생각하는 사람을 추적하기 시작하고, 결국 그들의 진짜 정체가 괴도단임을 알아낸다. 마코토는 마피아 보스의 마음을 바꾸는 데 그들의 능력을 사용한다는 조건으로 비밀을 지켜주겠다고 제안한다. 마코토는 준야 카네시로라는 이 보스의 정체를 밝히는 데 도움을 주며, 결국 협박을 당하게 된다. 마코토는 카네시로의 팰리스에 잠입한 후 괴도단에 합류하여 섀도우를 물리치고 마음의 보물을 빼앗은 후 범죄를 자백하게 만든다. 마코토는 교장에게 괴도단이 학생이라고 거짓 보고하며, 그의 추천에 흥미를 잃는다.
마코토의 언니인 니지마 사에는 괴도단을 수사하는 검사로 일하며, 괴도단의 선함에 대한 마코토의 감정에 대해 마코토와 갈등을 겪는다. 또한 마코토에게 정보를 얻는 것을 돕고, 결국 아케치 고로라는 탐정에게 다른 괴도단 멤버와 함께 협박을 당하게 된다. 아케치는 괴도단에게 마코토 언니의 마음을 훔치도록 강요하고, 마코토는 자신이 팰리스를 가지고 있다는 것을 알고 다른 방법으로 마음을 바꾸고 싶었다고 밝힌다. 마코토는 사에의 진짜 감정이 재판을 수단과 방법을 가리지 않고 이겨야 하는 게임으로 보는 것임을 알게 되고, 결국 사에를 물리쳐 자신의 방식을 바꾸도록 설득한다. 마코토와 다른 괴도단은 아케치가 그들을 함정에 빠뜨리고 있었다는 것을 알게 되고, 결국 아케치를 속여 물리치며, 일본을 파괴하려는 목표를 가진 시도 마사요시도 물리친다. 괴도단 페르소나를 길러낸 얄다바오트라는 존재에게 집단적으로 고통받고, 이로 인해 모든 사람들이 사람들의 집단 의식에서 사라지게 된다. 조커는 그들을 구해내고, 괴도단은 얄다바오트를 죽인다.
마코토는 《판타시 스타 온라인 2》에 의상으로 등장하며, 《슈퍼 스매시브라더스 얼티밋》에 조커의 DLC 팩과 함께 제공되는 메멘토스 스테이지의 배경 캐릭터로 등장한다.

## 홍보 및 평가
마코토는 2018년 CCG 엑스포에서 발표된 피그마 피규어와 넨도로이드 피규어가 모두 발매되었다. 피그마 피규어의 시제품은 나중에 공개되었다. 2017년 원더 페스티벌에서는 마코토가 페르소나인 요한나를 타고 있는 아미쿠니 피규어의 시제품이 공개되었다.
마코토는 전반적으로 긍정적인 평가를 받았으며, 팬들이 가장 좋아하는 캐릭터로 꼽혔다. 마코토는 주인공에 이어 페르소나 5 팬들이 가장 좋아하는 캐릭터 2위로 선정되었다. 마코토의 애니메이션 각색 또한 팬들에게 좋은 반응을 얻었다. 게임 인포머의 킴벌리 월러스는 마코토를 자신이 가장 좋아하는 페르소나 5 캐릭터이자 시리즈에서 가장 좋아하는 캐릭터 중 한 명으로 꼽았다. 마코토의 직업 윤리와 강한 신념이 그렇게 많이 좋아하는 이유 중 하나라고 언급했다. 페이스트 매거진의 홀리 그린은 마코토를 2017년 최고의 새로운 비디오 게임 캐릭터 중 한 명으로 꼽으며 "세련된" 캐릭터 디자인을 언급했다. RPGFan은 마코토를 2017년 최고의 조연 캐릭터로 꼽으며, "오토바이를 타는 멋진 여자"인 괴도 역할과 "꼼꼼한 학생회장" 역할 사이의 균형이 잘 잡혀 있다고 칭찬했다. RPGFan 독자들도 비슷하게 느꼈고 마코토가 "단연코" 가장 좋아하는 캐릭터로 선정되었다. 디 A.V. 클럽의 클레이튼 퍼덤은 마코토를 페르소나 5에서 두 번째로 좋아하는 캐릭터로 꼽았으며, "내면의 분노가 끓어오르는" 장면을 게임에서 최고의 순간이자 가장 "흥미로운 캐릭터의 순간"으로 꼽았다. 애니메 뉴스 네트워크의 스티브 존스도 이 장면에 대해 비슷하게 느꼈다. 존스는 "모범생 외에는 아무것도 기대되지 않는" 인물을 묘사하는 이 장면이 전형적인 장면이지만, 잘 보여주었다고 언급했다.
마코토는 Siliconera, Gamasutra, RPGamer, 게임스팟 등 여러 웹사이트의 작가에게서 페르소나 5 최고의 여성 캐릭터로 평가받았다. Siliconera의 제니는 마코토에게 보여주지 않는 면이 있으며, 마코토를 "실용적인 캐릭터"로 여긴다고 말했다. Kotaku의 아만다 여는 마코토의 차가운 태도와 처음에는 주인공들에게 대항하는 모습 때문에 처음에는 마코토를 싫어했지만, 마코토가 자신의 결점을 인정하고 개선하려 노력하는 모습 때문에 정이 들었다고 말했다. 여는 마코토를 동료 주인공인 사카모토 류지와 극명한 대조를 이루는 캐릭터로 보았는데, 류지의 성급하고 뜨거운 성격 때문에 그의 팬들은 마코토를 싫어할 것이고, 반대의 경우도 마찬가지라고 느꼈다.
작가 니콜 L. 로우는 마코토의 페르소나 각성 순간이 상호 텍스트적이며, 카네시로와의 상호 작용이 일본의 성매매 문제와 어떻게 연관되는지 논의했다.